# 潘建志
潘建志（Billy Pan，1966年7月30日—），中華民國政治人物，精神科醫師。台灣彰化縣人，以Billy Pan、比利·潘之名來經營其部落格，臺灣部落格協會理事長。曾任臺中靜和醫院精神科主治醫師，曾被談話性節目如《大話新聞》、《新聞挖挖哇》邀請擔任時事評論員。現任臺北市立萬芳醫院及台北馬偕紀念醫院精神科兼任主治醫師。台灣團結聯盟將其列為2020年不分區立委名單第一位。

## 家庭
父親潘柏榆畢業於彰化高工，曾於台電工作。母親張碧霜曾任職於農田水利會。潘建志為家中長子，其姐為台北市仁康醫院護理長。
潘有兩段婚姻，育有1子。潘曾自爆自己是獨派但前妻欣賞馬英九，且生日與馬同一天，因此政治立場時有磨擦。

## 生平一覽
- 畢業於臺北醫學大學醫學系，取得精神科專科醫師資格，後成為精神科醫師。
- 2007年9月8日，潘建志在部落格上揭發「成功學」詐騙術，要求商周出版應該為《十八歲賺到一億》一書公開道歉。後來商周道歉並收回此書。
- 2008年11月30日，潘建志發起組織『臺灣部落格協會』，並被選為第一任理事長[3]。
- 2009年1月，潘建志在部落格上提出來自美國官方資料証明李慶安的雙重國籍，並詳述所有過程，2天後李慶安辭去立委職務。這被認為是人肉搜索的範例[4]。
- 2010年7月15日，為了聲援大埔事件中的農民，潘建志在部落格上撰文指出，苗栗縣長劉政鴻在監察院的財產申報書上有五千萬元的負債消失。此事在廣為媒體報導後，劉政鴻表示是他的兒子賣掉一塊祖傳的土地所以能還債，但仍然留下贈與稅的問題[5]。
- 2011年10月，創辦維基解密台灣版網站。
- 2016年1月16日，時為民進黨員的潘建志以無黨籍登記參選台北市第三選區立委但失利告終。此後逐漸淡出政治圈。
- 2019年11月20日，潘建志列為台聯不分區立委參選名單。台聯在2020年立法委員選舉中，只提名不分區立委候選人，票只得5萬多票，得票率0.3%，比上次減少也是該黨得票史上最低，沒跨過5%門檻，未能取得任何立委席次。

## 選舉紀錄
| 年度 | 選舉屆數           | 選舉區                                 | 所屬政黨     | 得票數 | 得票率 | 當選標記 | 備註 |
| ---- | ------------------ | -------------------------------------- | ------------ | ------ | ------ | -------- | ---- |
| 2016 | 第九屆立法委員選舉 | 臺北市第三選舉區                       | 無黨籍       | 73,797 | 38.42% |          |      |
| 2020 | 第十屆立法委員選舉 | 全國不分區及僑居國外國民立法委員選舉區 | 台灣團結聯盟 | 50,435 | 0.36%  | [ 6 ]    |      |

## 新聞事件
- 2008年8月16日，潘建志在部落格上舉出中國大陸媒體上的資料質疑，中共疑似在北京奧運中作弊，體操金牌選手何可欣疑似只有14歲，不符參賽資格。這篇文章被英語系刊物所引用。但最後證實何可欣的正確出生日期為1992年1月1日，國際體操總會最終接納中國大陸提供的文件[7]。
- 2009年8月7日，莫拉克風災時，潘建志創建莫拉克風災地圖，是當時最早建立也是流量最大的災情網站，當時被Google採用為首頁災情資訊。
- 2010年的直轄市選舉，潘建志繼續以Google民調預測選舉結果失準，他認為連勝文槍擊案對選舉造成很大的影響。
- 2011年1月25日，潘建志因在部落格上發表『一張圖告訴你台灣面板大廠被韓國打敗的真正原因』，因而被中華民國總統府公共事務室點名。
- 2011年2月11日，潘建志被將去職的衛生署長楊志良告發不實評論疫苗及疫情。潘建志在部落格上撰文指出，「疫苗準備不夠」疑是造成流感重症增加的主因。
- 2012年6月，潘建志在部落格上指出陳水扁執致的八年當中，每一年國人的實質薪資都勝過馬英九執政時代。但遭批評沒有明確來源出處。
- 2012年7月，潘建志在部落格中質疑旺中走路工案出資者張文霖和時報周刊副總編林朝鑫的不尋常關聯。[8]
- 2013年3月，潘建志在部落格上發表《【獨家】找到了！？馬英九女兒馬唯中新婚夫婿蔡沛然基本資料！》一文，利用美國徵信業者的資料確定蔡沛然的英文名字是Allen Pei-Jan Tsai，之後經總統府証實正確無誤。[9]
- 2014年7月23日，潘建志稱：替代役役男並不具軍人身份。他援引內政部的解釋說，替代役男也不具公務人員任用資格，比較類似『公務助手』的角色。
- 2014年8月19日，潘擔任台北市長參選人柯文哲發言人被質疑發言不當，可能影響柯選情，有人要求他辭去發言人，潘在臉書上po文說，因為大家對柯期待很高，所以他表現不好被罵也是應該的。[10]」。
- 2014年12月24日，潘建志於臉書上發文評論陳為廷襲胸事件，以精神科醫師的觀點來說，失控的錯誤行為或許是心理的一種缺憾，與陳雙親早逝可能有關，所以才要抱著小熊睡覺，他還說，「選舉不是要選聖人，凡人都有缺陷」，騷擾的行為絕對不可取，但是誠實認錯的勇氣可嘉，言下之意肯定陳為廷的誠實[11]。
- 2015年3月20日，潘建志在臉書上分享2014年參加學運的過程，但內容卻語帶諷刺批評學運醫療團，讓網友痛批他只是「想紅的草包」[12]。潘建志在文章中多次提到自己醫師身分，「所以我穿白袍拿識別証進出立法院，每次都是從正門，有時駐警們還向我敬禮呢」，自比軍醫的他還說，決策小組要開重要會議時不讓他靠近，「賤民特區?少尉醫官排長也是進不了黑箱作業的司令部啊。」談到當時柯文哲到立院發言時，他又說「竟然同學們先傳出一陣噓聲，可能已認定他是政治人物想來收割。我差點沒罵出口說，你們不知道這人是隔壁急診室的老大嗎?」，直言「年輕人就這麼難搞啊。」文章一出遭不少網友抨擊，自稱參與太陽花內場醫療團的網友諷刺潘建志每次進立院都在發名片，「你真的有來輪班過嘛？」、「往往在每個重要必定有鎂光燈出現的大日子您的身影還真是一絲不差的出現阿。」還有人批潘的文章很不厚道，「詆毀別人並不會讓自己變得更高尚。」，有網友更狠批潘是「投機份子」，一位自稱醫療團攝影的網友也留言，「我的照片沒有你，你哪位」[13][14]。
- 2015年3月22日，潘建志稱某電視台要求封口不能談慈濟，而網友也指出封口的就是三立節目《54新觀點》，事隔多日後該節目主持人陳斐娟公布LINE對話打臉[15]。
- 2015年6月11日，潘建志在臉書PO文，談到立法院副院長洪秀柱的忠黨愛國，可能根源自「斯德哥爾摩症候群」。[16]。而洪秀柱對此回應「一個人對一件事沒有很深入瞭解就妄下評論，基本上是缺點」，既然潘「書還沒有讀得很好，就不要理他」；潘的臉書發言也引發許多網友反彈，幕僚隨即在潘的臉書致歉，表示用字會更謹慎[17]。潘建志於15日又在臉書PO文，內容簡短如詩：「古早 傳統 對妳的愛 有如義美豆奶 保存期限 很短」，並附上義美豆奶的照片，反串意味濃厚。[18]。
- 2015年10月28日，民進黨通過梁文傑退選，擬於臺北市第三選舉區改為支持由社會民主黨提名的李晏榕，參加2016年中華民國立法委員選舉。 [19]
- 2015年11月14日, 前行政院長謝長廷出任潘建志競選總部榮譽主委。
- 2017年1月29日，潘建志位於台北市文山區仙岩路上的住家疑似電線走火引發火災。當時屋內共6人，包括他的岳母、妻兒及兩名外傭均順利脫逃。
- 2019年11月20日，台聯公布不分區名單和10大政見，潘建志列不分區第一名。潘建志表示，觀察政治多年，台聯相當堅持政黨價值，他呼籲民眾把政黨票投給沒有錢、沒有勢的小黨，才是未來台灣之福。關於自己的民進黨籍身份，他說，每個黨有自己規矩，他有陣子沒參加民進黨活動，按照民進黨規定，若被開除也是應該。
- 2020年3月4日，民進黨中評會決議，高大成、朱武獻、周芳如、吳達偉、鄭新助、潘建志、張宗傑違紀參選，均開除黨籍[20]。

## 外部連結
- 潘建志 （页面存档备份，存于）
- BillyPan 潘建志醫師的Facebook專頁
- YouTube上的潘建志頻道